# Arthur Pole
Sir Arthur Pole (* um 1499; † zwischen 1527 und 1532) war ein englischer Höfling und Ritter.

## Leben
Arthur Pole war der zweite Sohn von Sir Richard Pole und Margaret Plantagenet. Sein jüngerer Bruder Reginald Pole wurde Kardinal und der letzte katholische Erzbischof von Canterbury. Sein älterer Bruder war Henry Pole, 1. Baron Montagu. Er war ein Vetter zweiten Grades König Heinrichs VIII.
Er startete seine Karriere bei Hof im Jahre 1514, als er die 18-jährige Prinzessin Mary Tudor nach Frankreich zu deren Hochzeit mit König Ludwig XII. begleitete. Nachdem er sich bei verschiedenen Turnieren ausgezeichnet hatte, wurde er 1516 persönlicher Knappe König Heinrichs VIII. Zwei Jahre später, 1518, verlieh der König ihm das Amt eines Gentleman of the Bedchamber. Als königlicher Knappe nahm er auch 1520 am Camp du Drap d’Or teil und zeichnete sich bei den dortigen Turnieren besonders aus.
Am 31. Oktober 1523 wurde er während eines Feldzugs im französischen Ort Roye vom königlichen Stellvertreter Charles Brandon, 1. Duke of Suffolk zum Knight Bachelor geschlagen.
Er war Gutsherr von Broadhurst in Sussex.

## Heirat und Familie
Arthur heiratete vor dem 24. Oktober 1522 Jane Lewkenor (um 1492–1562), Tochter und Teilerbin des Sir Roger Lewknor (1469–1543), Gutsherr von Trotton in Sussex, und Witwe von Sir Christopher Pickering (1490–1516), Gutsherr von Ellerton. Mit ihr hatte er vier Kinder:
- Henry Pole (um 1525–um 1533)
- Margaret Pole (* 1527) ⚭ Sir John Fitz-Herbert
- Mary Pole (* 1529) ⚭ Sir John Stanley
- Jane Pole

Die Historikerin Hazel Pierce vermutet, dass Arthur 1528 an der Schweißkrankheit starb. Jedenfalls war er urkundlich belegt am 10. Mai 1527 noch am Leben und war bereits gestorben als seine Witwe 1532 erneut heiratete. Er wurde im Kloster von Bisham in Berkshire begraben.
Seine Witwe heiratete 1532 Sir William Barentyne (1481–1549).